# Space.com
Space.com — онлайн-издание, посвящённое исследованию космоса, астрономии, наблюдению за небом, астрофотографии, а также развлечениям, редакционные группы которого находятся в США и Великобритании. Сайт предлагает прямые репортажи о космических полётах, астрономических открытиях и обзоры телескопов, биноклей и научно-фантастического развлекательного оборудования для наблюдения за небом. Он принадлежит компании Future plc со штаб-квартирой в городе Бат (Англия). Его материалы часто распространяются в других СМИ, включая CNN, MSNBC, Yahoo! и USA Today.

## История
Space.com был основан 20 июля 1999 года в 30-ю годовщину высадки на Луну корабля «Аполлон-11» бывшим ведущим CNN Лу Доббсом и Ричем Заградником в Нью-Йорке. В то время Доббс владел значительной долей в компании, а в конце того же года неожиданно покинул CNN и стал главным исполнительным директором Space.com.
В первые годы существования компании ей с трудом удавалось получать прибыль, а когда в 2000 году лопнул пузырь доткомов, многие считали, что компания потерпит крах. Соучредитель Рич Зарадник покинул пост президента менее чем через два месяца после основания компании, его место заняла бывший астронавт Салли Райд, но затем ушла в отставку в сентябре 2000 года. Несмотря на некоторый рост, Space.com не смогла достичь того, на что надеялся Доббс, и в 2001 году он вернулся в CNN.
По мере расширения компания приобрела другие веб-сайты, такие как Starport.com и Explorezone.com. Впоследствии она приобрела Sienna Software (компанию, которая произвела программное обеспечение Starry Night), а в 2018 году SpaceNews приобрела частичный пакет акций Space.com.
В 2003 году Space.com получил премию онлайн-журналистики за последние новости  за освещение катастрофы шаттла «Колумбия». В мае 2004 года материнская компания Space.com сменила название со Space.com на Imaginova, а в 2009 году продала Space.com и другую собственность компании Purch, занимающейся интернет-изданиями.
В 2018 году Space.com и другие потребительские бренды Purch были проданы компании Future plc. Под управлением Future, онлайн-издание Space.com расширил охват обзоров и предложений телескопов, биноклей и астрофотографии, а также охват технических и игровых продуктов для любителей космоса и научной фантастики, включая освещение потокового вещания медиафраншиз «Звёздный путь», «Звёздные войны» и других научно-фантастических программ на сервисах Netflix, Amazon, Hulu и других потоковых сервисах.
Space.com также увеличил штат сотрудников, освещающих новости по всей территории США и Великобритании, с писателями в Сан-Франциско, Нью-Йорке, Лондоне, Ноттингеме и Бате (Великобритания).

## Редакторы
Тарик Малик в настоящее время является главным редактором Space.com, с Бреттом Тингли в качестве редактора, и Майком Уоллом в качестве редактора канала Spaceflight/Tech. Фотограф Джейсон Парнелл-Брукс — редактор канала Cameras and Skywatching, а Ян Стоукс — редактор канала Tech & Entertainment. Стив Спалета в настоящее время является старшим продюсером по видеозаписям. Предыдущие редакторы: Энтони Дуиньян-Кабрера, Роберт Рой Бритт, Клара Московиц и Сара Левин.